# Jiangkou (ort)
Jiangkou är en ort i Kina. Den ligger i provinsen Hunan, i den södra delen av landet, omkring 280 kilometer sydväst om provinshuvudstaden Changsha. Antalet invånare är 940.
Runt Jiangkou är det tätbefolkat, med 356 invånare per kvadratkilometer. Jiangkou är det största samhället i trakten. I omgivningarna runt Jiangkou växer i huvudsak blandskog.
Genomsnittlig årsnederbörd är 1 942 millimeter. Den regnigaste månaden är maj, med i genomsnitt 306 mm nederbörd, och den torraste är december, med 60 mm nederbörd.